# Harold Rivera
Harold Rivera Chavarro (Ibagué, Tolima, Colombia; 19 de marzo de 1993) es un futbolista colombiano que juega de centrocampista.
Su padre es el exfutbolista y actual entrenador de Deportes Quindío, Harold Rivera Roa.

## Clubes
Actualizado al último partido disputado el 26 de enero de 2025.
| Club                           | Div.          | Temporada     | Liga  | Liga  | Liga   | Copas nacionales | Copas nacionales | Copas nacionales | Copas internacionales | Copas internacionales | Copas internacionales | Total | Total | Total  |
| Club                           | Div.          | Temporada     | Part. | Goles | Asist. | Part.            | Goles            | Asist.           | Part.                 | Goles                 | Asist.                | Part. | Goles | Asist. |
| ------------------------------ | ------------- | ------------- | ----- | ----- | ------ | ---------------- | ---------------- | ---------------- | --------------------- | --------------------- | --------------------- | ----- | ----- | ------ |
| Santa Fe · Colombia            | 1.ª           | 2011          | 2     | 0     | 0      | 4                | 0                | 0                | —                     | —                     | —                     | 6     | 0     | 0      |
| Santa Fe · Colombia            | 1.ª           | 2012          | 0     | 0     | 0      | 1                | 0                | 0                | —                     | —                     | —                     | 1     | 0     | 0      |
| Santa Fe · Colombia            | 1.ª           | 2022          | 28    | 2     | 2      | 3                | 0                | 0                | —                     | —                     | —                     | 31    | 2     | 2      |
| Santa Fe · Colombia            | 1.ª           | 2023          | 20    | 0     | 1      | 2                | 0                | 0                | 5                     | 0                     | 0                     | 27    | 0     | 1      |
| Santa Fe · Colombia            | Total club    | Total club    | 50    | 2     | 3      | 10               | 0                | 0                | 5                     | 0                     | 0                     | 65    | 2     | 3      |
| Envigado F. C. · Colombia      | 1.ª           | 2013          | 3     | 0     | 0      | 5                | 0                | 0                | —                     | —                     | —                     | 8     | 0     | 0      |
| Envigado F. C. · Colombia      | 1.ª           | 2014          | 0     | 0     | 0      | 0                | 0                | 0                | —                     | —                     | —                     | 0     | 0     | 0      |
| Envigado F. C. · Colombia      | Total club    | Total club    | 3     | 0     | 0      | 5                | 0                | 0                | 0                     | 0                     | 0                     | 8     | 0     | 0      |
| Patriotas Boyacá · Colombia    | 1.ª           | 2015          | 30    | 0     | 2      | 6                | 1                | 0                | —                     | —                     | —                     | 36    | 1     | 2      |
| Patriotas Boyacá · Colombia    | Total club    | Total club    | 30    | 0     | 2      | 6                | 1                | 0                | 0                     | 0                     | 0                     | 36    | 1     | 2      |
| Jaguares de Córdoba · Colombia | 1.ª           | 2016          | 36    | 4     | 4      | 3                | 1                | 0                | —                     | —                     | —                     | 39    | 5     | 4      |
| Jaguares de Córdoba · Colombia | 1.ª           | 2017          | 11    | 0     | 0      | 6                | 2                | 0                | —                     | —                     | —                     | 17    | 2     | 0      |
| Jaguares de Córdoba · Colombia | Total club    | Total club    | 47    | 4     | 4      | 9                | 3                | 0                | 0                     | 0                     | 0                     | 56    | 7     | 4      |
| Águilas Doradas · Colombia     | 1.ª           | 2017          | 14    | 0     | 0      | 2                | 0                | 0                | —                     | —                     | —                     | 16    | 0     | 0      |
| Águilas Doradas · Colombia     | 1.ª           | 2018          | 0     | 0     | 0      | —                | —                | —                | —                     | —                     | —                     | 0     | 0     | 0      |
| Águilas Doradas · Colombia     | Total club    | Total club    | 14    | 0     | 0      | 2                | 0                | 0                | 0                     | 0                     | 0                     | 16    | 0     | 0      |
| Alianza Petrolera · Colombia   | 1.ª           | 2018          | 13    | 2     | 1      | —                | —                | —                | —                     | —                     | —                     | 13    | 2     | 1      |
| Alianza Petrolera · Colombia   | 1.ª           | 2019          | 1     | 0     | 0      | 2                | 0                | 0                | —                     | —                     | —                     | 3     | 0     | 0      |
| Alianza Petrolera · Colombia   | Total club    | Total club    | 14    | 2     | 1      | 2                | 0                | 0                | 0                     | 0                     | 0                     | 16    | 2     | 1      |
| Atlético Huila · Colombia      | 1.ª           | 2019          | 19    | 1     | 1      | —                | —                | —                | —                     | —                     | —                     | 19    | 1     | 1      |
| Atlético Huila · Colombia      | 2.ª           | 2020          | 23    | 6     | 0      | —                | —                | —                | —                     | —                     | —                     | 23    | 6     | 0      |
| Atlético Huila · Colombia      | 2.ª           | 2021          | 21    | 6     | 0      | 1                | 1                | 0                | —                     | —                     | —                     | 22    | 7     | 0      |
| Atlético Huila · Colombia      | 1.ª           | 2021          | 9     | 1     | 0      | —                | —                | —                | —                     | —                     | —                     | 9     | 1     | 0      |
| Atlético Huila · Colombia      | Total club    | Total club    | 72    | 14    | 1      | 1                | 1                | 0                | 0                     | 0                     | 0                     | 73    | 15    | 1      |
| América de Cali · Colombia     | 1.ª           | 2024          | 38    | 3     | 1      | 8                | 0                | 0                | —                     | —                     | —                     | 46    | 3     | 1      |
| América de Cali · Colombia     | Total club    | Total club    | 38    | 3     | 1      | 8                | 0                | 0                | 0                     | 0                     | 0                     | 46    | 3     | 1      |
| Junior · Colombia              | 1.ª           | 2025          | 1     | 0     | 0      | 0                | 0                | 0                | —                     | —                     | —                     | 1     | 0     | 0      |
| Junior · Colombia              | Total club    | Total club    | 1     | 0     | 0      | 0                | 0                | 0                | 0                     | 0                     | 0                     | 1     | 0     | 0      |
| Total carrera                  | Total carrera | Total carrera | 269   | 25    | 12     | 43               | 5                | 0                | 5                     | 0                     | 0                     | 317   | 30    | 12     |

## Palmarés

### Campeonatos nacionales
| Título                | Club           | País     | Año  |
| --------------------- | -------------- | -------- | ---- |
| Categoría Primera A   | Santa Fe       | Colombia | 2012 |
| Superliga de Colombia | Santa Fe       | Colombia | 2013 |
| Categoría Primera B   | Atlético Huila | Colombia | 2020 |